# Zoltán Kovács (tir)
Pour les articles homonymes, voir Kovács et Zoltán Kovács.
Zoltán Kovács, né le 2 janvier 1964 à Budapest, est un tireur sportif hongrois.

## Carrière
Aux Jeux olympiques d'été de 1988 à Séoul, il est médaillé de bronze au tir au pistolet à feu rapide à 25 mètres.